# Szegedi AK
Szegedi Atlétikai Klub (Szegedi AK, SzAK) – węgierski klub piłkarski z siedzibą w Segedynie. W 1976 roku połączył się z Szegedi EOL SC.

## Historia

### Chronologia nazw
- 1899: Szegedi Atlétikai Klub (AK)
- 1926: Bástya FC
- 1931: Szeged FC (przyłączenie klubu Sylvánus FC)
- 1940: Szegedi AK
- 1945: Szeged AK
- 1949: Szegedi Szakszervezeti Munkás Torna Egylet (SzMTE) (przyłączenie klubu Szegedi MTE)
- 1951: Szegedi Petőfi Sport Kör
- 1957: Szegedi AK

### Powstanie klubu
Klub powstał w 1899 roku jako Szegedi Atlétikai Klub. Pierwszy sezon w drugiej lidze rozegrał jednak dopiero w sezonie 1908/1909. Do sezonu 1921/1922 zajmował miejsca w pierwszej czwórce ligi. W Nemzeti Bajnokság I klub pojawił się w momencie jej profesjonalizacji, w sezonie 1926/1927.

### W pierwszej lidze
Pierwszy pobyt w najwyższej lidze trwał pięć sezonów, w trakcie których klub najwyższą lokatę, 5. miejsce, zajął w sezonie 1928/1929. W sezonie 1930/1931 klub zajął 11. miejsce i spadł do drugiej ligi, by po roku awansować ponownie. Kolejne spadki miały miejsce po sezonach 1942/1943 (awans po dwóch sezonach w drugiej lidze) oraz 1948/1949 (awans po jednym sezonie w drugiej lidze). W czasie gry w Nemzeti Bajnokság I najlepszym osiągnięciem klubu było 3. miejsce w sezonie 1940/1941.

### W niższych ligach
Po zajęciu ostatniego miejsca w drugiej lidze w sezonie 1954 klub zawiesił działalność. Powrócił na rok w sezonie 1957/1958 w 4. lidze. Ponowna reaktywacja miała miejsce w sezonie 1967. Do 1975 roku zespół nieprzerwanie występował w 4. lidze.

### Połączenie z Szegedi EOL SC
W 1976 roku połączył się na zasadzie fuzji z innym klubem z Segedynu, Szegedi EOL SC i przestał istnieć jako osobny klub.

## Osiągnięcia
- W lidze (22 sezony na 109) : 1926/27-1930/31, 1932/33-1942/43, 1945/46-1948/49
- 3 miejsce: 1940/41